# Saša Kajkut
Saša Kajkut (ur. 7 lipca 1984 roku w Banja Luce) – bośniacki piłkarz, grający na pozycji napastnika. Od 2010 roku jest piłkarzem azerskiego Bakı FK. Ma na koncie jeden występ w bośniackiej reprezentacji.